# Saison 5 de Henry Danger
Chronologie
Saison 4
Cet article présente les épisodes de la cinquième saison de la série télévisée américaine Henry Danger diffusée du 3 novembre 2018 au 21 mars 2020 sur Nickelodeon. Il s'agit de la dernière saison de la série.
En France, la cinquième saison est diffusée du 11 mai 2019 au 3 octobre 2020 sur Nickelodeon France.

## Distribution

### Acteurs principaux
- Jace Norman ( VFB : Gauthier de Fauconval) : Henry Hart / Kid Danger
- Cooper Barnes (VFB: Nicolas Matthys) :  Raymond « Ray » Manchester / Captain Man
- Sean Ryan Fox (VFB : Bruno Borsu) : Jasper Dunlop
- Riele Downs (VFB : Elsa Poisot) : Charlotte Page
- Ella Anderson (VFB : Nancy Philipot) : Piper Hart
- Michael D. Cohen : (VFB : Peppino Capotondi) Schwoz Schwartz

### Acteurs récurrents
- Jeffrey Nicholas Brown : Jake Hart, père de Henry
- Kelly Sullivan : Siren Hart, mère de Henry
- Joe Kaprielian : Sidney
- Matthew Zhang : Oliver Pook

### Acteurs spéciaux
- Owen Joyner (en) (VFB : Pierre Le Bec) : Arc
- Daniella Perkins (VFB : Marie Braam) : princesse Amany / Ciara

## Épisodes

### Épisode 1:Joyeux anniversaire, Henry
- États-Unis : 3 novembre 2018 sur Nickelodeon
- France : 5 octobre 2019 sur Nickelodeon France

- États-Unis : 1,11 million de téléspectateurs[1] (première diffusion)

- Jeffrey Nicholas Brown : Jake
- Kelly Sullivan : Kris
- Ryan Grassmeyer : Jeff

### Épisode 2:Susie la Sifflette
- États-Unis : 10 novembre 2018 sur Nickelodeon
- France : 12 octobre 2019 sur Nickelodeon France

- États-Unis : 1,10 million de téléspectateurs[2] (première diffusion)

- Timothy Brennen : Vice Mayor Willard

### Épisode 3:Danger Things
- États-Unis : 8 octobre 2018 sur Nickelodeon
- France : 26 octobre 2019 sur Nickelodeon France

- États-Unis : 1,14 million de téléspectateurs[3] (première diffusion)

- Kelly Sullivan : Kris
- Carrie Barrett : Mary
- Winston Story : Trent

### Épisode 4:Le Ramollogaz
- États-Unis : 20 octobre 2018 sur Nickelodeon
- France : 5 octobre 2019 sur Nickelodeon France

- États-Unis : 0,94 million de téléspectateurs[4] (première diffusion)

- Jeffrey Nicholas Brown : Jake
- James Preston Rogers : Barge

### Épisode 5:La grande Cactus Con
- États-Unis : 24 novembre 2018 sur Nickelodeon
- France : 12 octobre 2019 sur Nickelodeon France

- États-Unis : 0,98 million de téléspectateurs[5] (première diffusion)

- Ariel Martin : Patina

### Épisode 6:Soif de pouvoirs, Partie 1: Des Nouvelles Menaces
- États-Unis : 5 janvier 2019 sur Nickelodeon
- France : 2 novembre 2019 sur Nickelodeon France

- États-Unis : 0,93 million de tétéspectateurs[6] (première diffusion)

- Jeffrey Nicholas Brown : Jake
- Kelly Sullivan : Kris
- David Blue : Rick Twitter
- Carrie Barrett : Mary
- Winston Story : Trent
- Kayla Madison : Jana

### Épisode 7:Soif de pouvoirs, Partie 2: Des Nouvelles Obscurités
- États-Unis : 12 janvier 2019 sur Nickelodeon
- France : 2 novembre 2019 sur Nickelodeon France

- États-Unis : 1,13 million de spectateurs[7] (première diffusion)

- Jeffrey Nicholas Brown : Jake
- Kelly Sullivan : Kris
- David Blue : Rick Twitter

### Épisode 8:Soif de pouvoirs, Partie 3: Un Nouveau Héros
- États-Unis : 19 janvier 2019 sur Nickelodeon
- France : 2 novembre 2019 sur Nickelodeon France

- États-Unis : 1,14 million de spectateurs[8] (première diffusion)

- Jeffrey Nicholas Brown : Jake
- Kelly Sullivan : Kris
- David Blue : Rick Twitter
- Carrie Barrett : Mary
- Kurt Scholler : Booter
- Winston Story : Trent

### Épisode 9:Le bras cassé
- États-Unis : 26 janvier 2019 sur Nickelodeon
- France : 19 octobre 2019 sur Nickelodeon France

- États-Unis : 1,26 million de téléspectateurs[9] (première diffusion)

- Jeffrey Nicholas Brown : Jake
- Kelly Sullivan : Kris
- Carrie Barrett : Mary
- Jil Benjamin : Miss Shapen
- Winston Story : Trent

### Épisode 10:Attention, Chevalier Méchant
- États-Unis : 2 février 2019 sur Nickelodeon
- France : 19 octobre 2019 sur Nickelodeon France

- États-Unis : 1,32 million de téléspectateurs[10] (première diffusion)

- Jeffrey Nicholas Brown : Jake
- Owen Joyner : Arc
- Daniella Perkins : Ciara
- Geno Segers : Ryker
- Kevin Symons : Bill Evil

### Épisode 11:Grand Theft Otto
- États-Unis : 16 février 2019 sur Nickelodeon
- France : 20 janvier 2020 sur Nickelodeon France

- États-Unis : 1,08 million de téléspectateurs[11] (première diffusion)

- Carrie Barrett : Mary
- Winston Story : Trent
- Jonathan Chase : Brian Bender

### Épisode 12:Toute la famille Bilsky
- États-Unis : 23 février 2019 sur Nickelodeon
- France : 21 janvier 2020 sur Nickelodeon France

- États-Unis : 1,11 million de téléspectateurs[12] (première diffusion)

- Jeffrey Nicholas Brown : Jake
- Carrie Barrett : Mary
- Andrew Caldwell : Mitch
- Gill De St. Jeor : Billy
- Ryan Grassmeyer : Jeff
- Lita Lopez : Britney
- Winston Story : Trent

### Épisode 13:La pièce secrète
- États-Unis : 2 mars 2019 sur Nickelodeon
- France : 22 janvier 2020 sur Nickelodeon France

- États-Unis : 1,04 million de téléspectateurs[13] (première diffusion)

- Jeffrey Nicholas Brown : Jake
- Carrie Barrett : Mary
- Jill Benjamin : Miss Shapen
- Matthew Patrick Davis : Kevin
- Winston Story : Trent
- Kevin Symons : Bill Evil

### Épisode 14:Mon dîner avec Bigfoot
- États-Unis : 9 mars 2019 sur Nickelodeon
- France : 23 janvier 2020 sur Nickelodeon France

- États-Unis : 1,08 million de téléspectateurs[14] (première diffusion)

- Jeffrey Nicholas Brown : Jake Hart
- Carrie Barrett : Mary
- Andrew Caldwell : Mitch
- Jesse Mackey : Bigfoot
- Scott Peat : S. Thompson
- Winston Story : Trent

### Épisode 15:Le fantôme de Charlotte
- États-Unis : 16 mars 2019 sur Nickelodeon
- France : 24 janvier 2020 sur Nickelodeon France

- États-Unis : 1,06 million de téléspectateurs[15] (première diffusion)

- Jeffrey Nicholas Brown : Jake
- Kelly Sullivan : Kris

### Épisode 16:Je rêve de Danger
- États-Unis : 23 mars 2019 sur Nickelodeon
- France : 27 janvier 2020 sur Nickelodeon France

- États-Unis : 1,31 million de téléspectateurs[16]

### Épisode 17:Des tunnels au "taupe"
- États-Unis : 15 juin 2019 sur Nickelodeon
- France : 28 janvier 2020 sur Nickelodeon France

- États-Unis : 0,65 million de téléspectateurs[17] (première diffusion)

- Jeffrey Nicholas Brown : Jake
- Ella Anderson : Mole Queen

### Épisode 18:Un peu, beaucoup, virtuellement
- États-Unis : 22 juin 2019 sur Nickelodeon
- France : 29 janvier 2020 sur Nickelodeon France

- États-Unis : 0,71 million de téléspectateurs[18] (première diffusion)

### Épisode 19:Zéro zéro Kid
- États-Unis : 29 juin 2019 sur Nickelodeon
- France : 30 janvier 2020 sur Nickelodeon France

- États-Unis : 0,79 million de téléspectateurs[19] (première diffusion)

- Timothy Brennen : Vice Mayor Willard
- Jeffrey Vincent Parise (en) : Rob Moss
- Shelby Simmons : Joss Moss

### Épisode 20:Le fauteuil massant
- États-Unis : 13 juillet 2019 sur Nickelodeon
- France : 31 janvier 2020 sur Nickelodeon France

- États-Unis : 0,93 million de téléspectateurs[20] (première diffusion)

- Jeffrey Nicholas Brown : Jake

### Épisodes 21 et 22:Henry Danger: La Comédie Musicale
- États-Unis : 27 juillet 2019 sur Nickelodeon
- France : 30 novembre 2019 sur Nickelodeon

- États-Unis : 1,13 million de téléspectateurs[21] (première diffusion)

- Jeffrey Nicholas Brown : Jake
- Kelly Sullivan : Kris
- Carrie Barrett : Mary
- Winston Story : Trent
- Zoran Korach : Goomer
- Invité spécial : Frankie Grande : Frankini

### Épisodes 23 et 24:La tornade Piper
Première partie :
- États-Unis : 21 septembre 2019 sur Nickelodeon
- France : 5 février 2020 sur Nickelodeon France

Deuxième partie :
- États-Unis : 28 septembre 2019 sur Nickelodeon
- France : 5 février 2020 sur Nickelodeon France

Première partie :
- États-Unis : 1,09 million de téléspectateurs[22] (première diffusion)

Deuxième partie :
- États-Unis : 1,21 million de téléspectateurs[23] (première diffusion)

- Jeffrey Nicholas Brown : Jake
- Timothy Brennen : le vice Mayor Willard
- Adam Irigoyen : Brandon

### Épisode 25:Le conte de deux Piper
- États-Unis : 5 octobre 2019 sur Nickelodeon
- France : 3 février 2020 sur Nickelodeon France

- États-Unis : 0,79 million de téléspectateurs[24] (première diffusion)

- Jeffrey Nicholas Brown : Jake
- Debbie McLeod : Piper (version du future)

### Épisode 26:Le raconteur
- États-Unis : 12 octobre 2019 sur Nickelodeon
- France : 11 février 2020 sur Nickelodeon France

- États-Unis : 0,69 million de téléspectateurs[25] (première diffusion)

- Jeffrey Nicholas Brown : Jake

### Épisode 27:Captain M'man
- États-Unis : 2 novembre 2019 sur Nickelodeon
- France : 7 février 2020 sur Nickelodeon France

- États-Unis : 0,77 million de téléspectateurs[26] (première diffusion)

- Jeffrey Nicholas Brown : Jake

### Épisode 28:Brad le visible
- États-Unis : 9 novembre 2019 sur Nickelodeon
- France : 10 février 2020 sur Nickelodeon France

- États-Unis : 0,89 million de téléspectateurs[27] (première diffusion)

- Jake Farrow : Brad
- Liz Stewart : Tatiana
- Casey Washington : Stu

### Épisode 29:Le mur EnvyGram
- États-Unis : 16 novembre 2019 sur Nickelodeon
- France : 25 mars 2020 sur Nickelodeon France

- États-Unis : 0,63 million de téléspectateurs[28] (première diffusion)

- Jonathan Chase : Brian Bender

### Épisode 30:Sa-pain dans les dents
- États-Unis : 30 novembre 2019 sur Nickelodeon
- France : 12 février 2020 sur Nickelodeon France

- États-Unis : 0,75 million de téléspectateurs[29] (première diffusion)

- Carrie Barrett : Mary
- Winston Story : Trent

### Épisode 31:Monsieur Sympa
- États-Unis : 11 janvier 2020 sur Nickelodeon
- France : 21 septembre 2020 sur Nickelodeon France

- États-Unis : 0,95 million de téléspectateurs[30] (première diffusion)

- Andrew Caldwell : Mitch Bilsky
- Brian Palermo : M. Wallabee
- Scott Peat : S. Thompson
- Vladimir Perez : Mail Snail
- Tommy Walker : Drex

### Épisode 32:La botte de Théranos
- États-Unis : 18 janvier 2020 sur Nickelodeon
- France : 22 septembre 2020 sur Nickelodeon France

- États-Unis : 1,02 million de téléspectateurs[31] (première diffusion)

### Épisode 33:Adopte un Mechant
- États-Unis : 25 janvier 2020 sur Nickelodeon
- France  :  23 septembre 2020  sur Nickelodeon France

- États-Unis : 0,96 million de téléspectateurs[32] (première diffusion)

- Jason Gibbs : Lawn Ranger
- Ben Giroux : The Toddler

### Épisode 34:La Miam Cave
- États-Unis : 1er février 2020 sur Nickelodeon
- France  :  24 septembre 2020  sur Nickelodeon France

- États-Unis : 0,82 million de téléspectateurs[33] (première diffusion)

### Épisode 35:Escape Game
- États-Unis : 8 février 2020 sur Nickelodeon
- France : 25 septembre 2020 sur Nickelodeon France

- États-Unis : 0,89 million de téléspectateurs[34] (première diffusion)

### Épisode 36:Sans téléphone fixe
- États-Unis : 15 février 2020 sur Nickelodeon
- France : 28 septembre 2020 sur Nickelodeon France

- États-Unis : 0,68 million de téléspectateurs[35] (première diffusion)

### Épisode 37:Souvenirs, souvenirs
- États-Unis : 22 février 2020 sur Nickelodeon
- France : 29 septembre 2020 sur Nickelodeon France

- États-Unis : 0,74 million de téléspectateurs[35] (première diffusion)

### Épisode 38:Le début de la fin
- États-Unis : 29 février 2020 sur Nickelodeon
- France : 30 septembre 2020 sur Nickelodeon France

- États-Unis : 0,85 million de téléspectateurs[36] (première diffusion)

### Épisode 39:Captain Drex
- États-Unis : 7 mars 2020 sur Nickelodeon
- France : 1er octobre 2020 sur Nickelodeon France

- États-Unis : 0,89 million de téléspectateurs[37] (première diffusion)

### Épisodes 40 et 41:Le destin de danger
Les derniers épisodes de l'ultime saison de Henry Danger se résument en un combat dans les airs entre Drex et Captain Man & Kid Danger.
À la fin, l'épisode 41 se conclut par la fausse mort annoncée de Kid Danger ; Kid Danger qui assistera ainsi à ses fausses funérailles par la suite. C'est également dans ce lieu que se retrouvent tous les personnages vus au cours des cinq saisons de la série, rassemblés comme pour se dire au revoir.

Par la suite, Henry / Kid Danger, Charlotte, Jasper et Piper laissent place aux nouveaux héros de ce qui deviendra ensuite la Danger Force ...
Première partie :
- États-Unis : 14 mars 2020 sur Nickelodeon
- France  :  2 octobre 2020 sur Nickelodeon France

Deuxième partie :
- États-Unis : 21 mars 2020 sur Nickelodeon
- France  :  3 octobre 2020 sur Nickelodeon France

Première partie :
- États-Unis : 0,88 million de téléspectateurs[38] (première diffusion)

Deuxième partie :
- États-Unis : 1,26 million de téléspectateurs[39] (première diffusion)